# David Lindquist
Gunnar David Lindquist, född den 17 december 1905 i Södertälje, död den 11 januari 1973, var en svensk präst samt biskop i Växjö stift 1962–1970.

## Biografi
Lindquist var föreståndare för Ersta diakonissanstalt 1959–1962. Han var biskop i Växjö stift åren 1962–1970.
Lindquist var övertygad att såväl kvinnor som män hade rätt att vigas till präster i Svenska kyrkan. Som biskop var det också han som i december 1969 prästvigde den första kvinnan för tjänst i Växjö stift, Inger Svensson.

## Utmärkelser
- 1965 – Kommendör av Kungl. Nordstjärneorden 1:a klass 22 november 1965 (KNO 1963 6/6; LNO 1950).